# کارن فورکل
کارن فورکل (آلمانی: Karen Forkel؛ زادهٔ ۲۴ سپتامبر ۱۹۷۰) پرتاب‌گر نیزه زن اهل آلمان بود.